# Out Stack
Out Stack o Ootsta, nelle Shetland in Scozia, è il punto più a nord in assoluto delle Isole britanniche, e si trova 600 metri a nord di Muckle Flugga e 2,9 km a nord dell'isola di Unst. È una delle Isole del Nord delle Shetland, e si trova all'interno della Riserva Naturale Nazionale Hermaness.
Out Stack è poco più di un affioramento roccioso, ed è disabitato. È stato descritto come "il punto fermo alla fine della Gran Bretagna". I viaggiatori infatti non incontrano nessun altro lembo di terra tra Out Stack e il Polo Nord, se si dirigono verso nord.
Si narra che Lady Jane Franklin, la moglie dell'esploratore artico Sir John Franklin, sia sbarcata su Out Stack dopo che i rapporti del Dr. John Rae sul destino della spedizione di Franklin erano arrivati a Stromness, Isole Orcadi, dove lei visse nel 1853-1854. Nonostante Lady Franklin abbia scritto che voleva raggiungere il punto più vicino possibile a dove il marito era stato avvistato per l'ultima volta, rimane in dubbio se sia o meno riuscita a raggiungere Out Stack. Il fatto che non vi fosse alcun approdo sicuro fu la ragione principale, tra le altre, per la quale Thomas e David Stevenson decisero poi, negli anni '50 del XIX secolo, di costruire il faro su Muckle Flugga e non su Out Stack.
La Hermaness National Nature Reserve si estende per tutte le rocce di Muckle Flugga e Out Stack, come anche sugli scogli dove vivono gli uccelli marini e sulle brughiere di Hermaness.

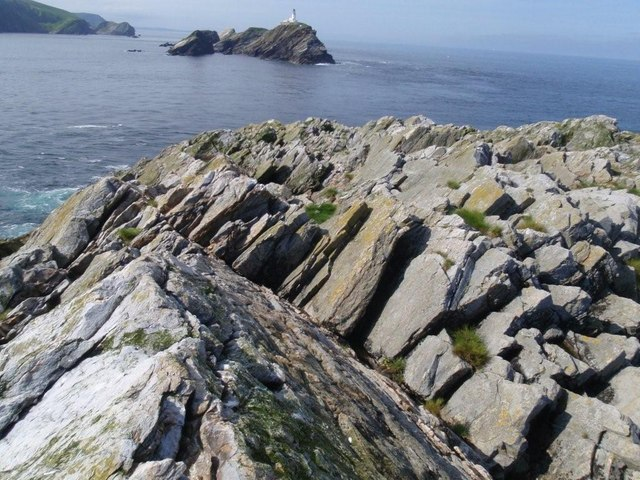
Vista verso sud-ovest da Out Stack verso Muckle Flugga
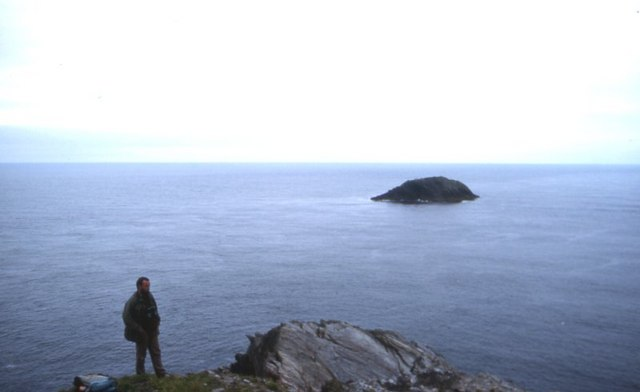
Out Stack vista da Muckle Flugga
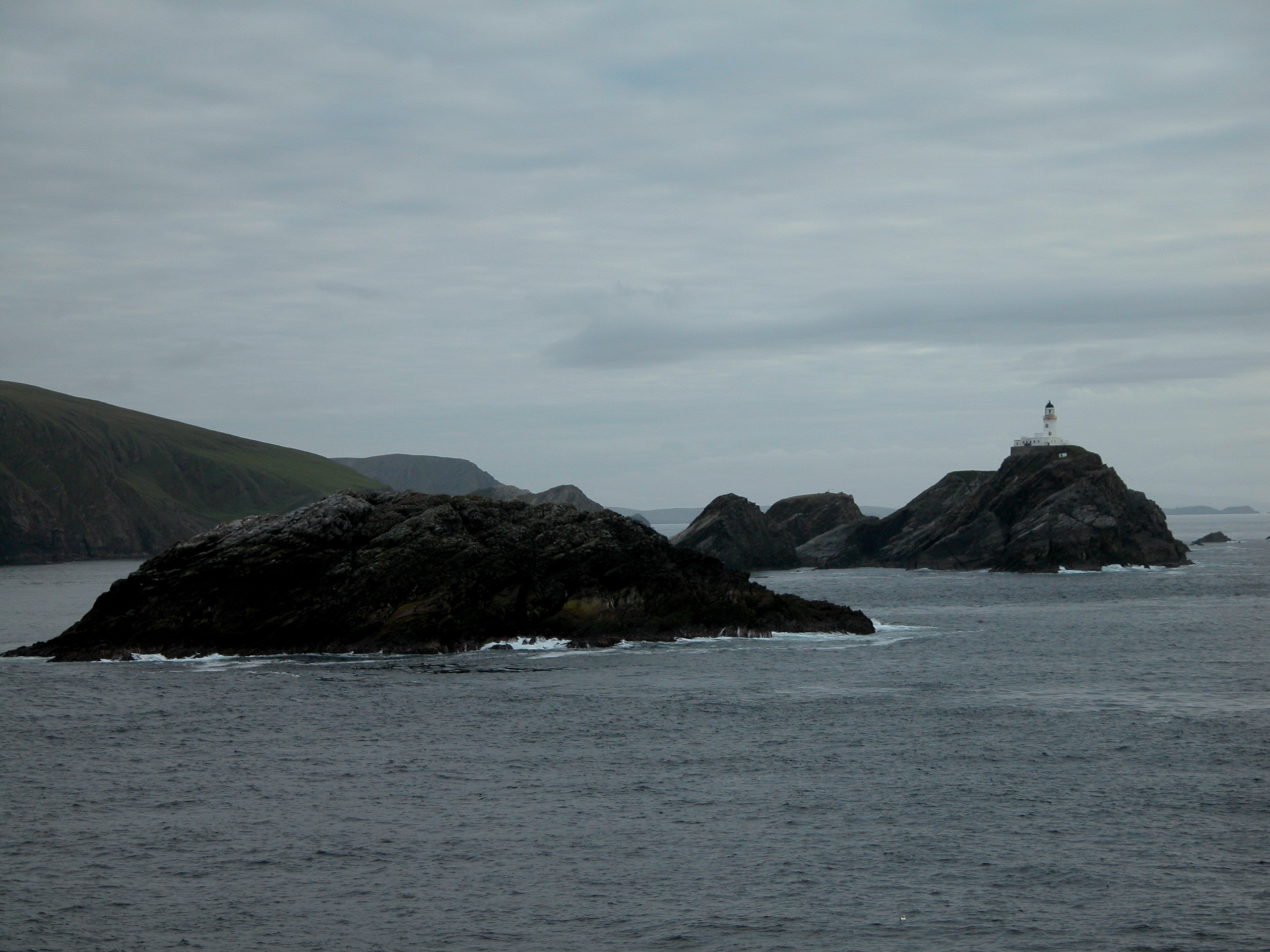
Out Stack e Muckle Flugga
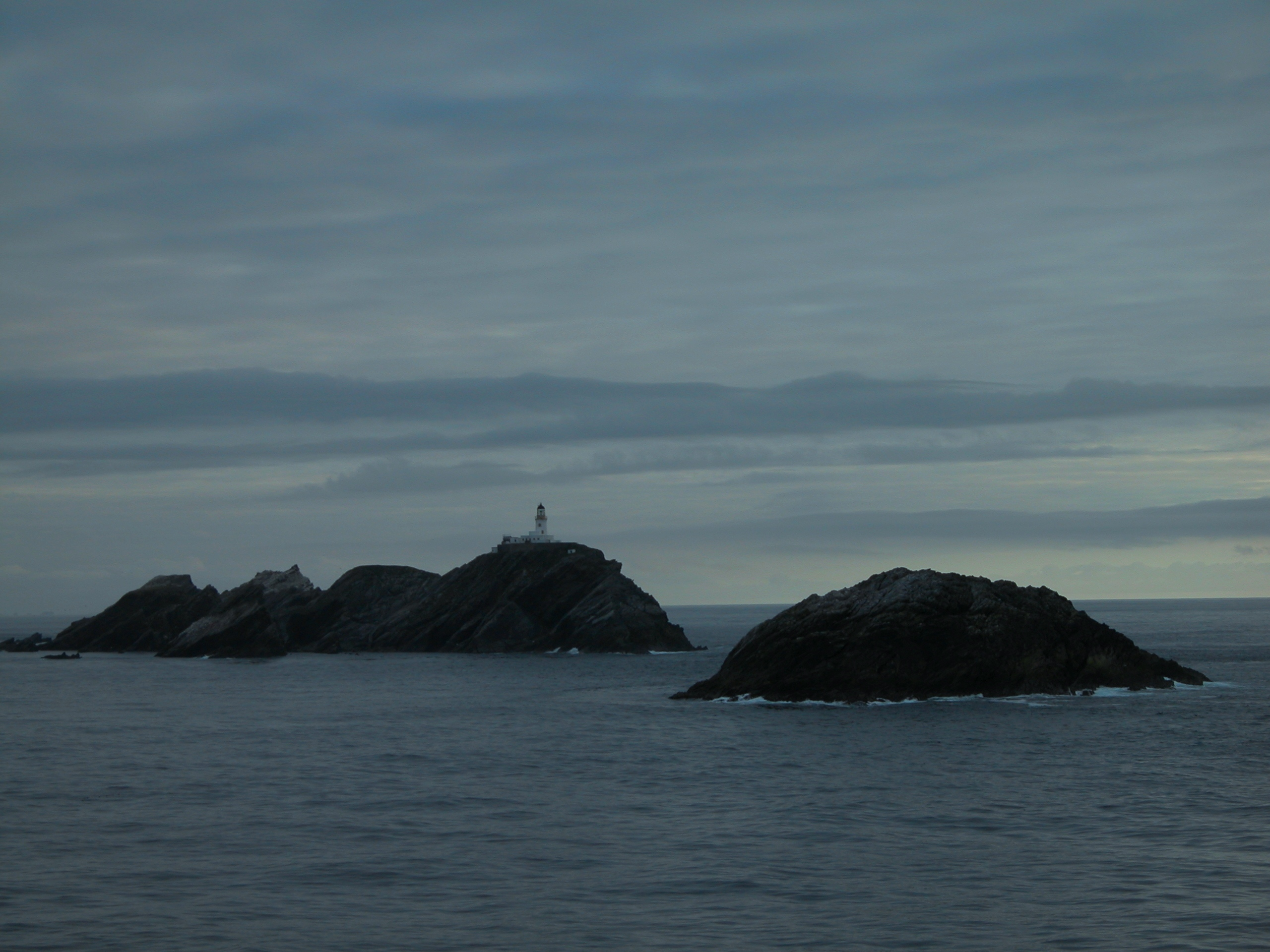
Out Stack e Muckle Flugga